# Теремці
Теремці — колишнє село в Україні, відселене внаслідок Чорнобильської катастрофи.
Розташоване в межиріччі Дніпра та Прип'яті, в колишньому Чорнобильському районі, нині — Вишгородський район Київської області. У 1971 році тут проживало 463 жителі. До аварії була неповна середня школа, клуб, бібліотека. За часів Богдана Хмельницького Теремці були прикордонним пунктом.
На межі 1970-80-х рр. у селі проживало близько 320 мешканців.
До 1986 року входило до складу Чорнобильського району і підпорядковувалося Ладижицькій сільській раді.
Напередодні аварії на ЧАЕС у селі мешкало 259 мешканців, було 145 дворів. Мешканці села після аварії на ЧАЕС внаслідок сильного радіоактивного забруднення були відселені у село Сукачі (Вишгородський район).
Село є одним з найчистіших в зоні відчуження і було виселене внаслідок віддаленості від інших «чистих» регіонів. Офіційно зняте з обліку 1999 року за відсутністю жителів. Станом на 2020 рік тут проживає 4 мешканці.
Після Чорнобильської катастрофи село увійшло до 30-кілометрової зони відчуження.
З кінця лютого до 1 квітня 2022 року село було окуповане російськими військами.